# Sociedad de hecho
Una Sociedad de Hecho se define como  aquella que, teniendo todos los elementos de existencia y validez de una sociedad regular (recordando además una sociedad es aquella que está compuesta de socios y encaminada a un objetivo), no tiene escritura pública; o bien debido a que los socios, siendo conscientes de haber creado la sociedad, no la han querido elevar a escritura pública, o bien porque la misma está en trámite. También será así entendida en caso de que aun cuando estos jamás pensaron en constituir una sociedad, actuaron entre sí y ante terceros bajo dicho modo.” “En consecuencia, los derechos de tal sociedad se entienden adquiridos y las obligaciones contraídas, ya sea en favor o a cargo (según corresponda) de todos los "socios de hecho".”

## Carencia de Personería Jurídica
De acuerdo con el artículo 499 del Código de Comercio de Colombia, “La sociedad de hecho no es persona jurídica. Por consiguiente, los derechos que se adquieran y las obligaciones que se contraigan para la empresa social se entenderán adquiridos o contraídos a favor o a cargo de todos los socios de hecho.
Las estipulaciones acordadas por los asociados producirán efectos entre ellos.” Se hace hincapié en que cada socio tendrá que responder solidaria e ilimitadamente por las obligaciones de la sociedad.

## Responsabilidad Solidaria e Ilimitada de los Socios
En Colombia, se establece:
ART. 501. —“En la sociedad de hecho todos y cada uno de los asociados responderán solidaria e ilimitadamente por las operaciones celebradas. Las estipulaciones tendientes a limitar esta responsabilidad se tendrán por no escritas.
Los terceros podrán hacer valer sus derechos y cumplir sus obligaciones a cargo o en favor de todos los asociados de hecho o de cualquiera de ellos.”
Según el precedente artículo, ante cualquier perjuicio causado por la sociedad de hecho, el patrimonio individual de los socios será susceptible de responder por dichos perjuicios, y no tendrán ningún tipo de protección para limitar su responsabilidad.
Cuando un tercero se vea perjudicado por esta sociedad, podrá ejecutar acciones de resarcimiento contra cualquiera de los socios y sobre sus respectivos patrimonios, sin importar cual fue el monto de su aporte societario.

## Derecho a Pedir la Liquidación
ART. 505.—"Cada uno de los asociados podrá pedir en cualquier tiempo que se haga la liquidación de la sociedad de hecho y que se liquide y pague su participación en ella y los demás asociados estarán obligados a proceder a dicha liquidación".
Como lo dice el artículo, cualquier socio puede pedir la liquidación de dicha sociedad, por lo tanto los demás socios tienen que acceder a esta petición y liquidarla.

## Normas para la Liquidación
ART. 506. —“La liquidación de la sociedad de hecho podrá hacerse por todos los asociados, dando aplicación en lo pertinente a los principios del capítulo IX, título I de este libro. Así mismo podrán nombrar liquidador, y en tal caso, se presumirá que es mandatario de todos y cada uno de ellos, con facultades de representación".
En la liquidación de esta sociedad no es necesario nombrar a un liquidador aunque pueden hacerlo, sabiendo que este toma el cargo de representación legal. Así mismo, la sociedad se puede liquidar por lo estipulado por los socios, pero también entrara en liquidación por las causales generales de disolución.

## Régimen Fiscal de la Sociedad de Hecho
“Para fines fiscales, las sociedades de hecho son contribuyentes del impuesto de renta y se asemejan en su tratamiento a las sociedades de responsabilidad limitada. Las sociedades de hecho son responsables del impuesto sobre las ventas, cuando realicen algún hecho generador de este impuesto. Para efectos de presentar declaraciones tributarias y pagar las obligaciones respectivas, las sociedades de hecho se deben identificar mediante el número de identificación tributaria NIT, que les asigne la Dian. Por lo tanto, las sociedades de hecho deben solicitar el NIT".

## Características
- Nacen de forma verbal o escrita.
- La persona jurídica no nace diferente de los socios.
- Carece de atributos como persona por no nacer una persona jurídica.
- Al carecer de persona jurídica sus socios tienen la calidad de comerciantes (Art. 498-506).